# Death Mark
Death Mark (死印?, Shiin) è una visual novel a tema horror del 2017 prodotta dallo studio giapponese Experience, pubblicata per PlayStation Vita, PlayStation 4, Nintendo Switch, Xbox One e Microsoft Windows.

## Trama
Death Mark è ambientato a Tokyo negli anni 1990. Il protagonista del gioco è Kazuo Yashiki, un uomo senza memoria che si ritrova nel maniero della famiglia Kujo. La storia ruota attorno a un marchio rosso (simile a una voglia) che compare sul corpo delle persone destinate a morire.